# Room 40
Pendant la Première Guerre mondiale, l'appellation Room 40 (Compartiment 40, Bureau 40 ou Pièce no 40)[réf. nécessaire] camoufle le NID25 (Naval Intelligence Department 25), service chargé par l'Amirauté britannique du décryptage des chiffres et codes ennemis.

## Historique
En octobre 1914, l'amiral Oliver, directeur du Naval Intelligence, confie des interceptions de messages codés de la station radio allemande de Nauen, près de Berlin, à Alfred Ewing, Director of Naval Education, dont les loisirs sont en partie consacrés à la fabrication de codes secrets. Ewing recrute du personnel civils. Parmi les recrues, William Montgomery, traducteur de textes théologiques allemands et Nigel de Grey, éditeur.
La Room 40 reçoit un exemplaire du code secret de la marine allemande capturé par les Russes en mer Baltique, sur l'épave du croiseur SMS Magdeburg, coulé au combat de l'île d'Odensholm. Il a un exemplaire du code diplomatique allemand (code no 13040) saisi dans les bagages de Wilhelm Wassmuss, agent allemand opérant au Moyen-Orient.
La Room 40 conserve cette appellation tout au long de la guerre, malgré le développement et le changement d'adresse du service, dissout en février 1919, non sans avoir déchiffré environ 15 000 messages sans fil. Dirigé jusqu'en mai 1917 par Alfred Ewing, le service est repris  par le capitaine de vaisseau, puis amiral Hall, dit « Blinker », assisté de William James.
La Room 40 suit les mouvements de la flotte allemande, ce qui aboutit aux batailles du Dogger Bank et du Jutland. Plus grande réussite, le décryptage du Télégramme Zimmermann, expédié par le ministère allemand des affaires étrangères à son ambassade de Mexico.
En 1919, la Room 40 fusionne avec son équivalent du Military Intelligence de l'armée de terre (MI-1b) pour former le Government Code and Cypher School. Transféré à Bletchley Park pendant la Seconde Guerre mondiale, le GC&CS devient après-guerre Government Communications Headquarters (GCHQ) finalement basé à Cheltenham.

### Sources et bibliographie
- Ouvrages en anglais
  - (en) Patrick Beesly, Room 40 : British naval intelligence 1914-18, San Diego, Harcourt Brace Jovanovich, 1982, 338 p. (ISBN 978-0-15-178634-3, OCLC 925178529)
  - Barbara W. Tuchman, The Zimmermann telegram, New York, Ballantine Books, 1985 (1re éd. 1958), 225 p. (ISBN 978-0-345-32425-2, OCLC 889451819).
  - John Johnson, The Evolution of British Sigint: 1653–1939, 1997.
  - P. Beesly, Room 40 : British naval intelligence 1914-1918, Hamish Hamilton, 1982.
- Ouvrages en français
  - H. C. Hoy, 40 O.B., la chambre secrète de l'Amirauté, Payot, 1933.
  - HC Bywater, HC Ferraby, Intelligence Service, souvenirs du service secret de l'Amirauté britannique, Payot, 1932.